# Lill-Bodtjärnen, Ångermanland
Lill-Bodtjärnen är en sjö i Sollefteå kommun i Ångermanland och ingår i Ångermanälvens huvudavrinningsområde.